# Oldenburg (Schiff, 1845)

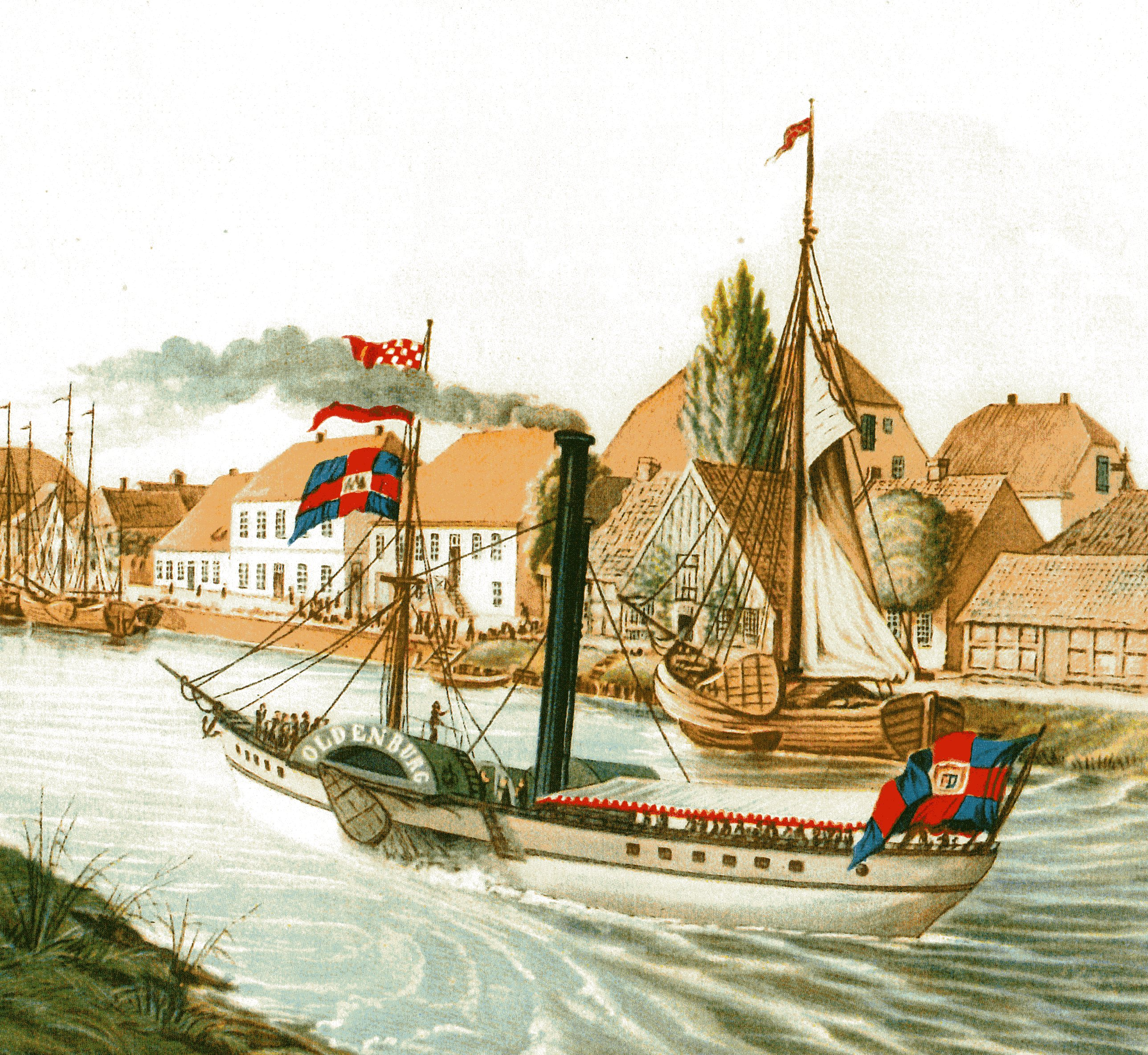
Raddampfer OLDENBURG auf der Hunte 1848 Gemälde von Theodor Presuhn

Die Oldenburg war ein oldenburgischer Raddampfer, der von 1845 bis 1873 auf der Hunte zum Fracht- und Personentransport zwischen der Stadt Oldenburg und Elsfleth eingesetzt wurde.

## Geschichte
Nach einem Bericht der Weser-Zeitung vom 16. November 1845 wurde die Oldenburg zusammen mit dem Dampfer Hanseat unter Führung des Ingenieurs Henri Gache in der Zeit vom 4. Oktober bis zum 14. November von Paris abgehend über nordfranzösische Kanäle, Cambrai, Gent, Kampen, die Zuiderzee und die Nordsee nach Bremerhaven überführt. In der ersten Dienstzeit waren auf dem Dampfer noch französische Maschinisten tätig.
Am 18. November traf das Schiff in Oldenburg ein, wo das rauchende „Ungeheuer“, so ein zeitgenössischer Pressebericht, großes Aufsehen erregt. Als Anlegeplatz diente eine Anlegebrücke am Stau gegenüber dem Öljestrich. Der erste Kapitän des Dampfers war Wilhelm Stühmer aus Oldenburg. Am 19. November wurde eine Probefahrt unternommen, bei der sich auch Großherzog August, der Erbgroßherzog Peter, Hofbeamte und Mitglieder des Stadtmagistrats an Bord befanden.
Später wurden zwei Seitenschwerter in die Radkästen eingebaut, da der Dampfer bei langsamer Fahrt zum Abtreiben neigte. 1873 wurde die Oldenburg an unbekannt verkauft; das weitere Schicksal ist ungeklärt. Ein Grund für den Verkauf des Dampfers war die 1867 in Betrieb genommene Eisenbahnlinie Oldenburg–Bremen durch die Großherzoglich Oldenburgischen Staatseisenbahnen.
Da die Oldenburg offenbar nicht als See-, sondern als Binnenschiff registriert wurde, erscheint sie nicht in der amtlichen Liste der Seeschiffe. Die bislang einzig bekannte Abbildung der Oldenburg stammt von einem Aquarell Theodor Presuhns, das den Dampfer mit der blau-roten oldenburgischen Staatsflagge zeigt.